# Nokia 5110
El Nokia 5110 fue un teléfono móvil GSM 900 fabricado por Nokia. Fue lanzado en el año 1998, y en su momento fue el móvil más popular del mundo, alcanzando su máxima popularidad entre finales de la década de 1990 y principios de los 2000. También tuvo sus versiones en la red TDMA/AMPS.
Aunque hoy en día se pueda considerar grande para los estándares actuales, en su momento significó una reducción a casi la mitad de tamaño, con 48 x 132 x 31 mm y un peso de 170 g. Las cifras de duración de batería son muy similares a las de los equipos modernos. 
Era duro y resistente, fue uno de los primeros móviles en incorporar un videojuego ("Snake") e inauguró toda una moda, al ser el primer móvil con carátulas (la frontal) intercambiables por el usuario. Incluso se le han hecho modificaciones, como dotarlo de LED y usar una carcasa transparente.

## Características
- GSM 900 MHz

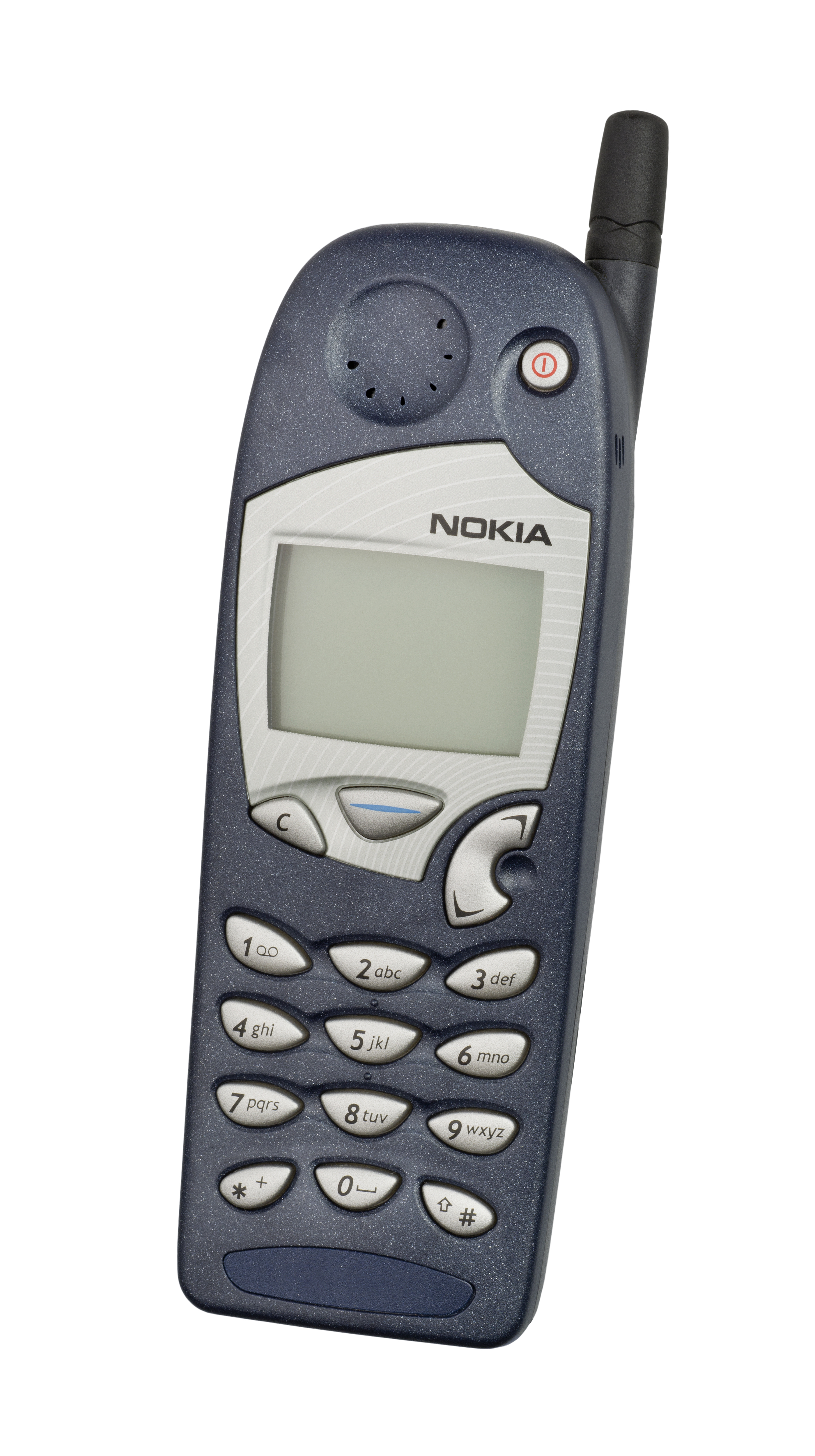
Nokia 5125 -versión TDMA-

- Datos :  capacidad de actuar como módem/fax a un máximo de 9600 bps
- Lanzamiento: 1998
- Batería : trasera de Ni-MH 900 mAh
  - Tiempo de espera : hasta 270 h
  - Tiempo de conversación : hasta 300 min
  - Tiempo de recarga : 4 horas
- Pantalla : blanco y negro de 84 x 48 píxeles.
- Tamaño : 132 x 48 x 31 mm
- Peso : 170 g
- Carcasa : de formas redondeadas excepto la base plana, con capacidad de carátulas frontales intercambiables. En la trasera, conector de la batería y bajo ella alojamiento de la tarjeta SIM. En el frontal, sobre la pantalla, tecla de encendido/apagado. Bajo la pantalla, tecla C, tecla de barra (marcar / opciones en pantalla) y dos teclas de deslizamiento. Bajo estos, teclado telefónico estándar. En la base, conector serial y de alimentación.
- Conectividad : RS-232
- Antena : externa, en la zona superior derecha. Puede sustituirse por otras, incluyendo las dotadas de ledes parpadeantes para avisar de las llamadas.
- Tarjeta SIM : interna, de tamaño corto. Hasta 250 teléfonos en la agenda SIM.
- Mensajes : SMS, hasta 160 caracteres
- Timbres : 30 preconfigurados
- Otras prestaciones : llamada en espera, lista de llamadas emitidas (8)/recibidas (5)/perdidas (5), alarma, calculadora, alerta de batería baja,

## Accesorios
- Carcasas frontales (7 colores oficiales + innumerables de terceros)
- Baterías de hasta 1200 h
- Antenas con luz flash
- Accesorio de doble SIM
- Cable de comunicaciones